# Сосинская улица
Со́синская у́лица — тупиковая улица в центре Москвы в Таганском и Южнопортовом районах параллельно Волгоградскому проспекту.

## Происхождение названия
Названа в начале XX века по фамилии домовладельца.

## Описание
Сосинская улица начинается в городской застройке у площади Крестьянская Застава южнее Волгоградского проспекта и проходит на юго-восток параллельно последнему, справа к нему примыкает Беленовский проезд, пересекает Большой Симоновский переулок, Сосинский проезд (справа) и улицу Мельникова. Затем проходит по промышленной зоне и заканчивается тупиком у подъездных железнодорожных путей напротив 1-го Дубровского проезда.

## Здания и сооружения
По нечётной стороне:
- № 43 — Конструкторское бюро машиностроения; Дизельэнерготранс;

По чётной стороне:
- № 4 — детский сад № 2210.